# Stade du 1er-Novembre-1954 (Alger)
Pour les articles homonymes, voir Stade du 1er-Novembre-1954.
Le stade du 1er-Novembre-1954 (en arabe : ملعب أول نوفمبر 1954) est un stade de football d'une capacité de 5 000 places situé à Mohammadia dans la wilaya d'Alger (Algérie). C'est le stade où évolue l'équipe de l'Union sportive Madinet El-Harrach de la commune limitrophe d'El-Harrach.

## Galerie

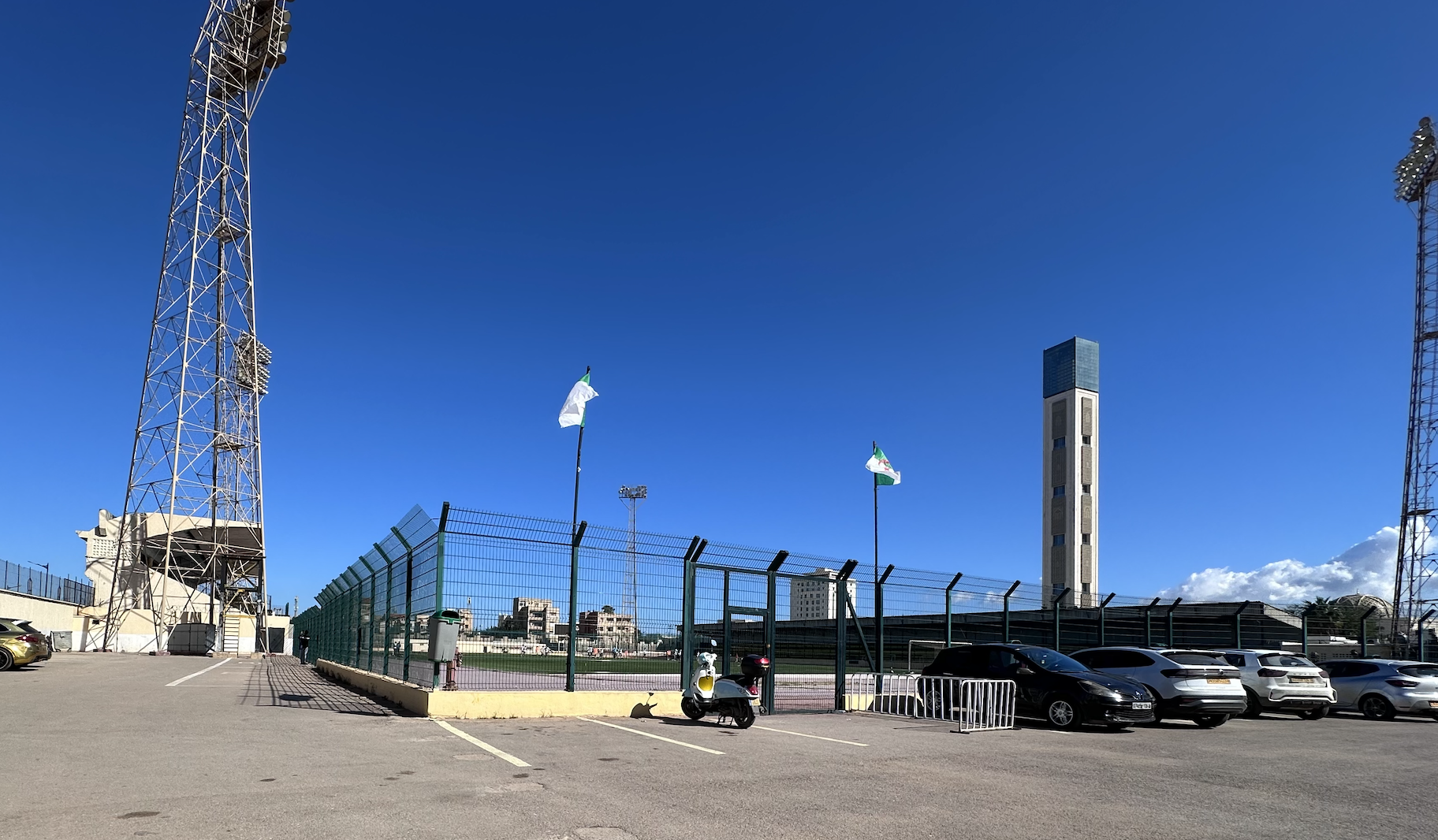
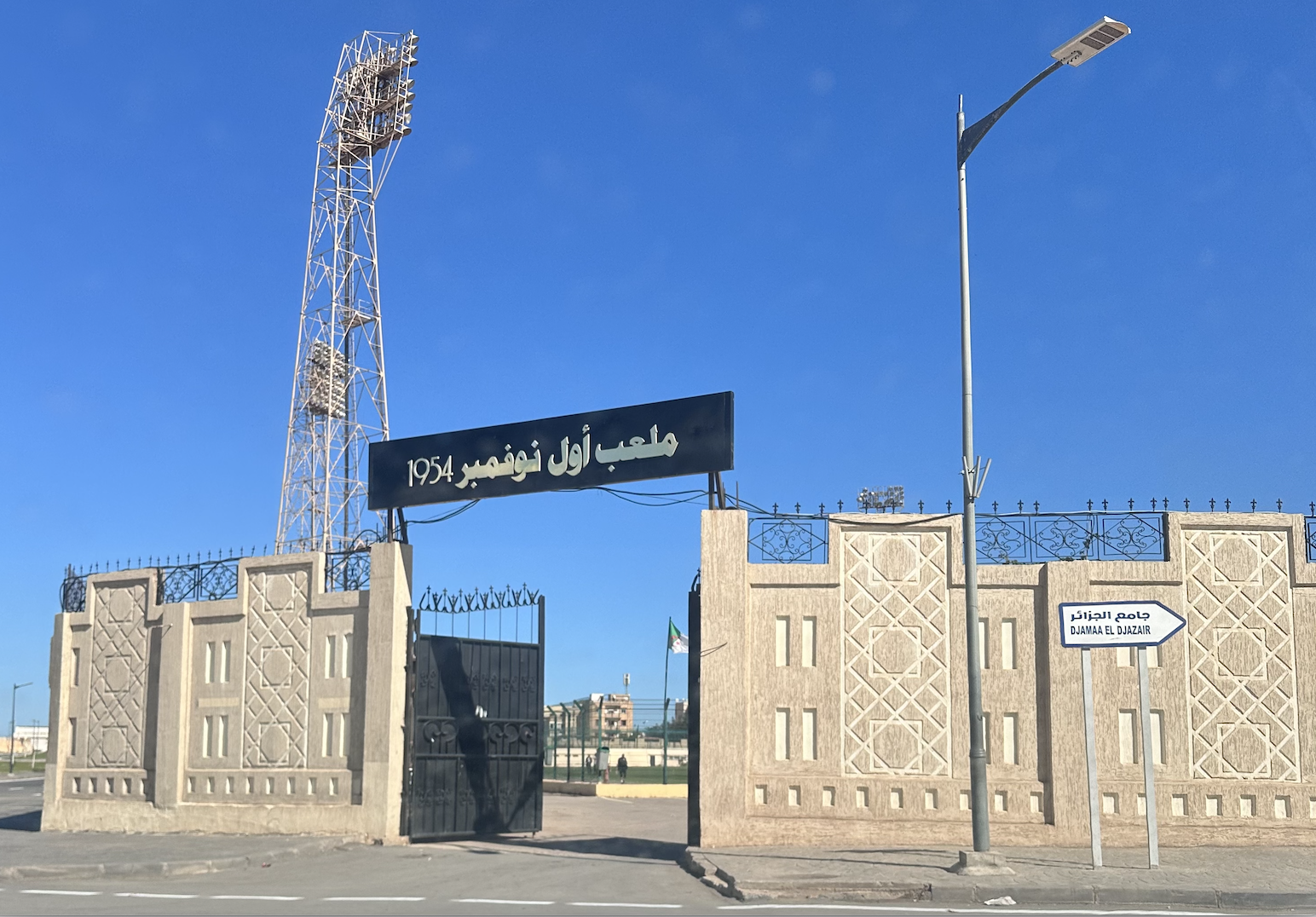
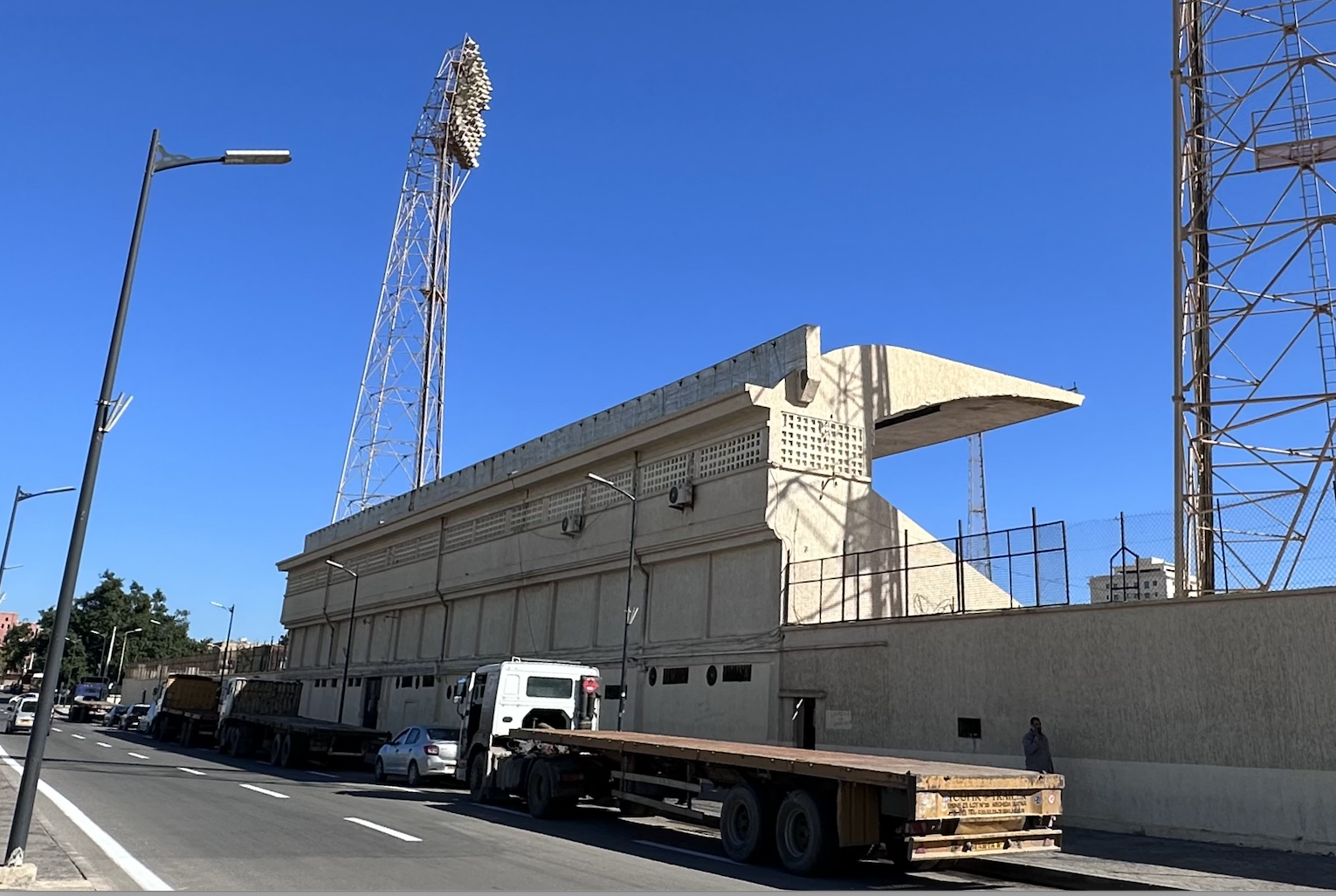
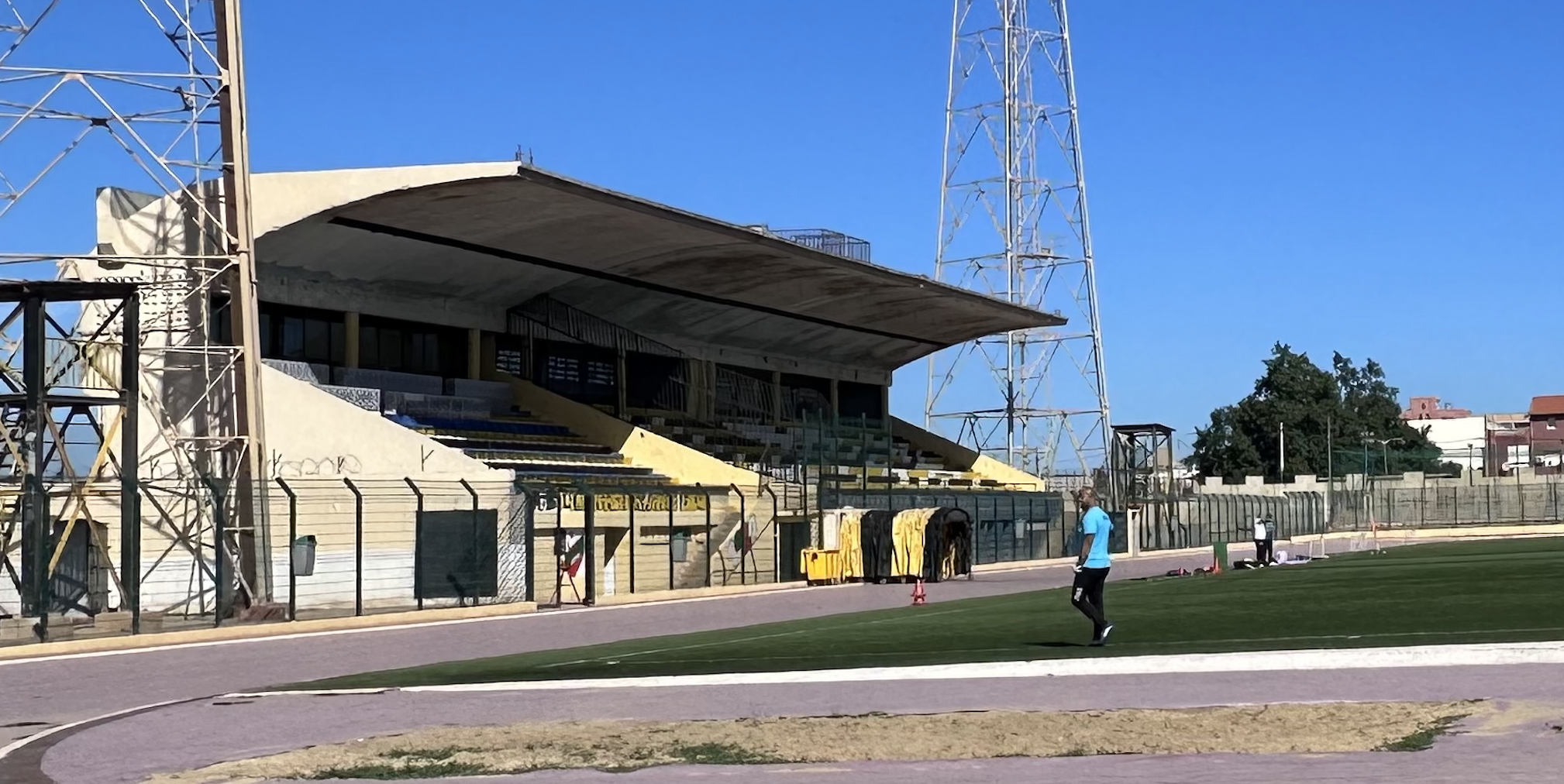
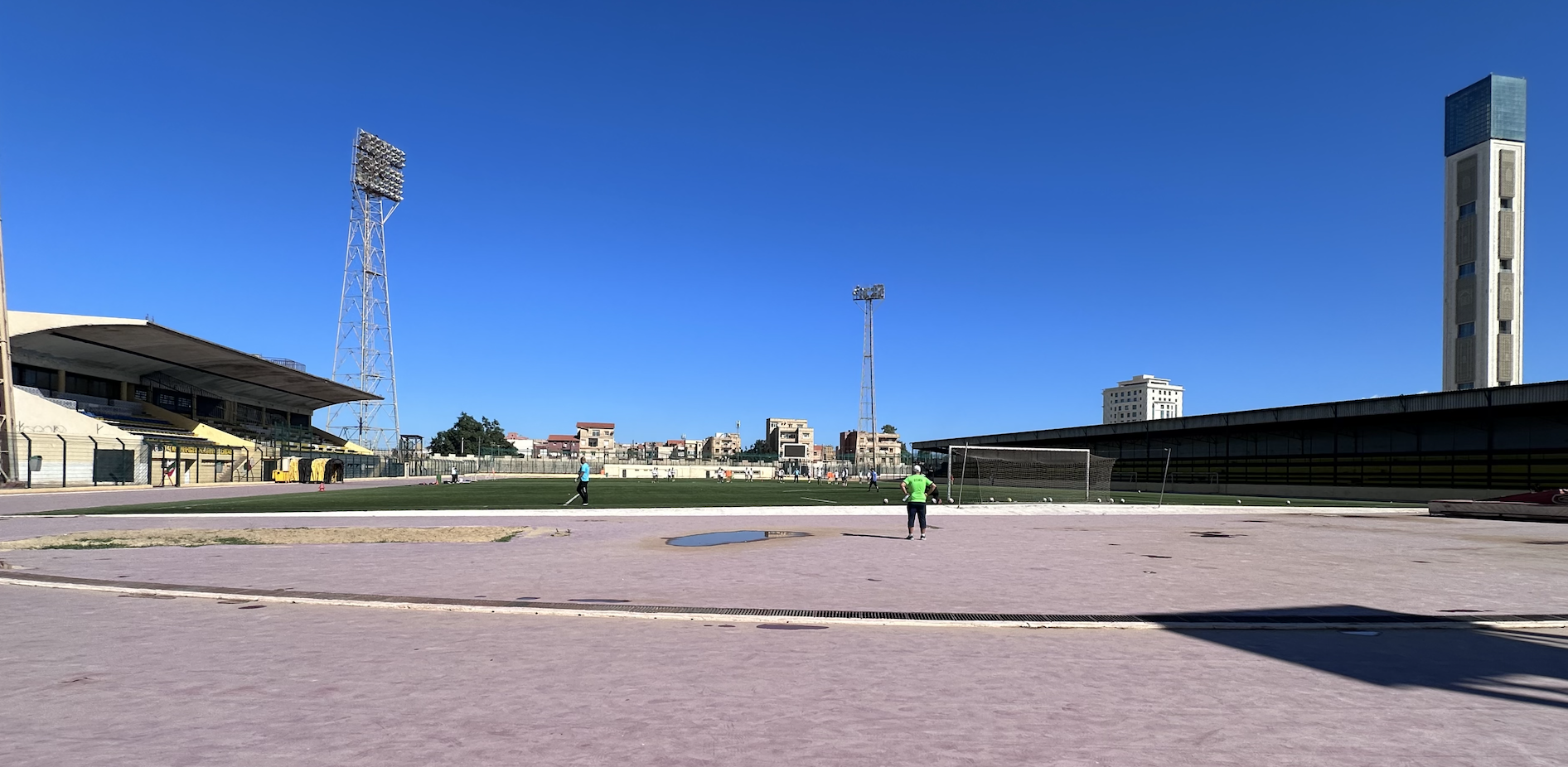
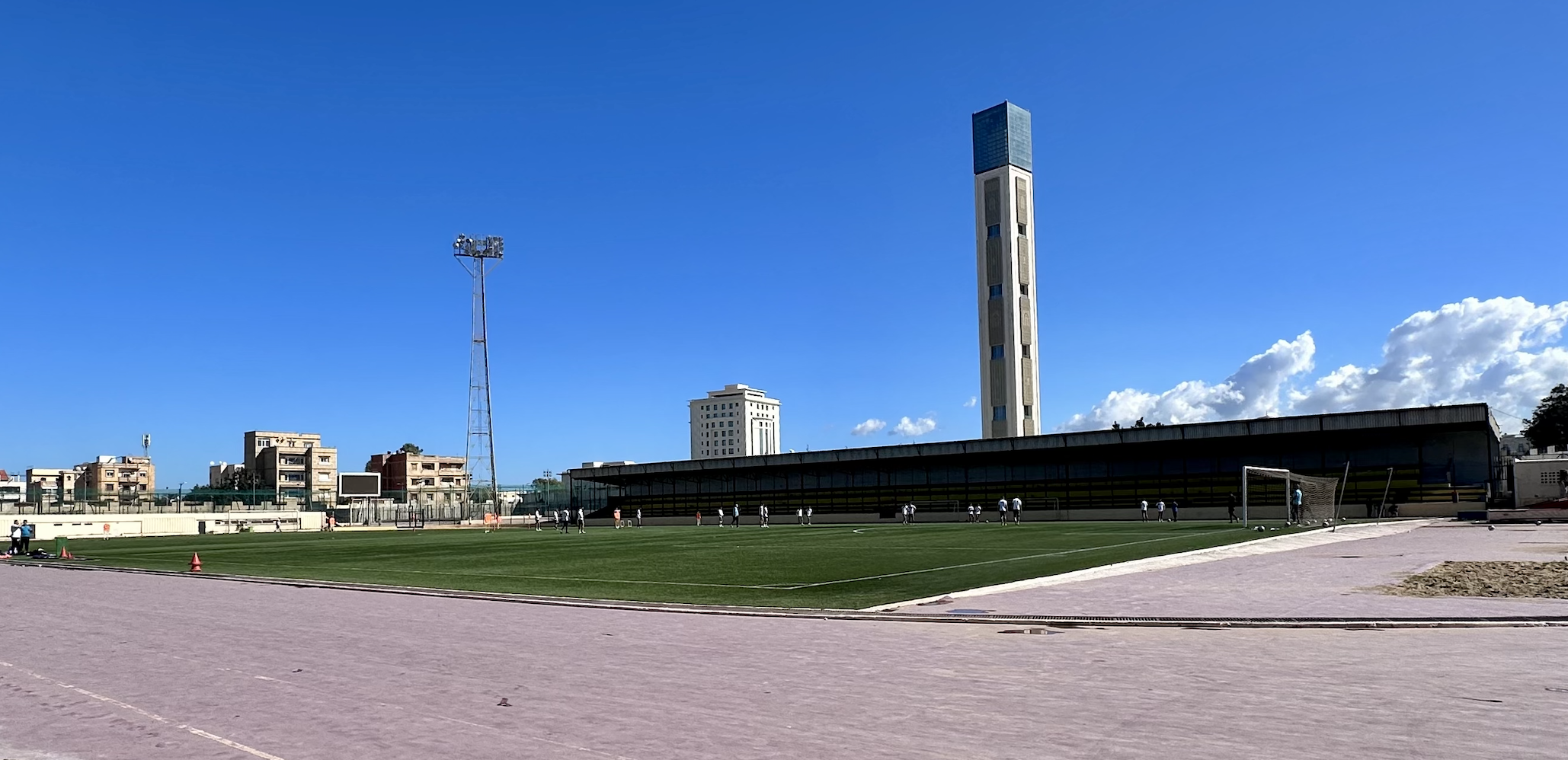